# Mordechai Gichon
Mordechai Gichon (geboren als Werner Gichermann 16. August 1922 in Berlin; gestorben 19. September 2016 in Israel) war ein israelischer Berufssoldat und Archäologe.

## Leben
Mordechai Gichermann war ein Sohn des aus Schargorod stammenden Verlegers Nahum Gichermann (1895–1959) und der Charlotte Salomon (1892–). Die Familie erhielt 1929 die deutsche Staatsbürgerschaft. 1933 wurde er Mitglied der Habonim Dror. 1934 floh die Familie vor der deutschen Judenverfolgung nach Palästina, wo Gichons Vater Geschäftsführer der deutschsprachigen Zeitung Jediot Chadaschot wurde. Gichon besuchte das Ben-Yehuda-Gymnasium in Tel Aviv und studierte an der Hebräischen Universität Jerusalem Archäologie, Ägyptologie und Geschichte.
1940 wurde er Mitglied der Haganah und wurde 1942 Soldat der British Army. Er kämpfte in Europa in den Reihen der Jüdischen Brigade und beteiligte sich an Aktionen der Nakam. Gichon wirkte mit bei der illegalen Einwanderung von Displaced Persons nach Palästina. 1946 kehrte auch er selbst zurück und heiratete 1948 Chava Goldberg, Tochter des Chemikers Emanuel Goldberg, sie hatten drei Kinder.
Gichon wurde Nachrichtenoffizier in der Haganah und dann im Israelischen Unabhängigkeitskrieg Berufsoffizier der neugeschaffenen Israelischen Armee. Er nahm 1956 am Suezkrieg teil und schied 1963 im Rang eines Oberstleutnants aus dem Militärdienst aus, 1967 wurde er für den Sechstage-Krieg reaktiviert. Er wurde vielfach, militärisch und zivil, ausgezeichnet.
Gichon studierte nebenher weiter und lehrte ab 1961 Militärgeschichte am Institut für Militärgeschichte der Universität Tel Aviv. Er wurde 1969 mit einer Dissertation über den Limes im Negev bei Michael Avi-Yonah an der Hebräischen Universität Jerusalem promoviert. Gichon wurde dort 1971 Associate Professor, war Leiter von Ausgrabungen in Israel und erhielt 1980 eine Professur.
Wissenschaftlich befasste er sich mit der Archäologie des römischen Limes im Osten, mit der Siedlungsarchäologie, dem Bar-Kochba-Aufstand und der Militärgeschichte. Grabungen verantwortete er in En Bokek (1968–1970), in Meẓad Tamar (1973–1976), in Midgal Tsafit (1975) und in Tel Malḥata (1979), wozu er auch publizierte.
Im Jahr 1990 wurde er emeritiert.
In seinem Nachruf formulierte Moshe Fischer von der Universität Tel Aviv 2017: „Viele Generationen von Studenten und Archäologen haben von Gichons enormem Wissen und seinen Ratschlägen profitiert und seine humane Art hoch geschätzt. Die Gemeinde der klassischen Archäologen und Historiker in Israel hat eines ihrer wichtigsten Mitglieder sowie einen ihrer menschlichsten Vertreter verloren.“

## Schriften (Auswahl)
- Migdal Tsafit, a burgus in the Negev (Israel). In: Saalburg-Jahrbuch Band 31, 1974, S. 16–40
- mit Baruch Arensburg, Arie Kindler, Nili Liphschitz, Yoav Waisel, Menashe el Har, Israel Roll: En Boqeq, Ausgrabung in einer Oase am Toten Meer. Band I – Geographie und Geschichte der Oase. Das spätrömisch-byzantinische Kastell. Zabern, Mainz 1993, ISBN 3-8053-0250-9
- mit Moshe L. Fischer; Ruth E. Jackson-Tal: En Boqeq. Excavations in an oasis on the Dead Sea. II The Officina: an early Roman building on the Dead Sea Shore. Zabern, Mainz 2000
- mit Chaim Herzog: „Mit Gottes Hilfe“: die biblischen Kriege. Übersetzung aus dem Englischen Ursula Walther. Langen-Müller, München 1998 ISBN 978-3-7844-2705-8